# Buchholzia fallax
Buchholzia fallax är en ringmaskart som beskrevs av Wilhelm Michaelsen 1887. Buchholzia fallax ingår i släktet Buchholzia, och familjen småringmaskar. Arten är reproducerande i Sverige.